# Parectatosoma hystrix
Parectatosoma hystrix is een insect uit de orde der Phasmatodea en de familie van de Anisacanthidae. De wetenschappelijke naam van deze soort is voor het eerst geldig gepubliceerd in 1879 door James Wood-Mason.